# Fotballklubben Mandalskameratene
Fotballklubben Mandalskameratene är en fotbollsklubb från staden Mandal i Agder fylke i södra Norge. Klubben bildades den 1 juli 1912 och spelade 2007 i Adeccoligan. Lagets tränare är (2007) Kjetil Ruthford Pedersen.